# Parlementaire republiek

Kaart met regeringsvorm per land. Parlementaire republieken in oranje.

Een parlementaire republiek is een republiek waar een parlement de werkelijke macht heeft. Anders gezegd: het is een parlementaire democratie met een president aan het hoofd.
In een parlementaire republiek zijn, net als in een constitutionele monarchie, de ministers verantwoording schuldig aan de volksvertegenwoordiging. Dit in tegenstelling tot de presidentiële republiek, waarin zij verantwoording moeten afleggen aan de president.
Daarnaast heeft in een parlementaire republiek de president vooral een ceremoniële functie, dit in tegenstelling tot het semi-presidentieel systeem, waar de president effectieve macht uitoefent.
Parlementaire republieken worden voornamelijk gevonden in Europa en Azië.